# Украина на летних Паралимпийских играх 2012
Украина на летних Паралимпийских играх 2012 в Лондоне, Великобритания представлена 151 спортсменом в 13 видах спорта.

## Медалисты
| Медаль  | Спортсмен | Вид спорта                | Дисциплина                                                | Дата       |
| ------- | --- | ------------------------- | --------------------------------------------------------- | ---------- |
| Золото  | Давид Хорава | Дзюдо                     | до 66 кг (мужчины)                                        | 30 августа |
| Золото  | Наталья Прологаева | Плавание                  | 50 м вольным стилем (женщины, S5)                         | 30 августа |
| Золото  | Дмитрий Соловей | Дзюдо                     | до 73 кг (мужчины)                                        | 31 августа |
| Золото  | Александр Косинов | Дзюдо                     | до 81 кг (мужчины)                                        | 31 августа |
| Золото  | Наталья Прологаева | Плавание                  | 200 м комплексом (женщины, SM5)                           | 31 августа |
| Золото  | Эскендер Мустафаев | Плавание                  | 50 м вольным стилем (мужчины, S4)                         | 31 августа |
| Золото* | Мария Помазан | Лёгкая атлетика           | метание диска (женщины, F35/36)                           | 31 августа |
| Золото  | Василий Ковальчук | Стрельба                  | пневматическая винтовка, 10 м, R5, лёжа (смешанно, SH2)   | 1 сентября |
| Золото  | Андрей Калина | Плавание                  | 100 м брассом (мужчины, SB8)                              | 1 сентября |
| Золото  | Юрий Царук | Лёгкая атлетика           | 100 м (мужчины, T35)                                      | 1 сентября |
| Золото  | Алла Лысенко | Академическая гребля      | парные одиночки (женщины, ASW1x)                          | 2 сентября |
| Золото  | Мария Помазан | Лёгкая атлетика           | толкание ядра (женщины, F35/36)                           | 2 сентября |
| Золото  | Евгений Богодайко | Плавание                  | 200 м комплексом (мужчины, SM7)                           | 2 сентября |
| Золото  | Дмитрий Залевский | Плавание                  | 100 м на спине (мужчины, S11)                             | 2 сентября |
| Золото  | Андрей Голивец | Лёгкая атлетика           | толкание ядра (мужчины, F11/12)                           | 3 сентября |
| Золото  | Максим Веракса | Плавание                  | 200 м комплексом (мужчины, SM12)                          | 3 сентября |
| Золото  | Руслан Катышев | Лёгкая атлетика           | прыжки в длину (мужчины, F11)                             | 4 сентября |
| Золото  | Наталья Прологаева | Плавание                  | 100 м брассом (женщины, SB4)                              | 4 сентября |
| Золото  | Максим Веракса | Плавание                  | 100 м вольным стилем (мужчины, S12)                       | 4 сентября |
| Золото  | Роман Павлик | Лёгкая атлетика           | прыжки в длину (мужчины, F36)                             | 5 сентября |
| Золото  | Егор Дементьев | Велоспорт                 | индивидуальная шоссейная гонка (мужчины, C5)              | 5 сентября |
| Золото  | Евгений Богодайко | Плавание                  | 100 м брассом (мужчины, SB6)                              | 5 сентября |
| Золото  | Виктория Савцова | Плавание                  | 100 м брассом (женщины, SB6)                              | 5 сентября |
| Золото  | Егор Дементьев | Велоспорт                 | групповая шоссейная гонка (мужчины, C4/5)                 | 6 сентября |
| Золото  | Роман Павлик | Лёгкая атлетика           | 200 м (мужчины, T36)                                      | 6 сентября |
| Золото  | Виктор Смирнов | Плавание                  | 100 м баттерфляєм (мужчины, S11)                          | 6 сентября |
| Золото  | Геннадий Бойко | Плавание                  | 50 м на спине (мужчины, S1)                               | 6 сентября |
| Золото  | Юрий Царук | Лёгкая атлетика           | 200 м (мужчины, T35)                                      | 6 сентября |
| Золото  | Оксана Зубковская | Лёгкая атлетика           | прыжки в длину (женщины, F11/12)                          | 7 сентября |
| Золото  | Оксана Хруль | Плавание                  | 50 м баттерфляем (женщины, S6)                            | 7 сентября |
| Золото  | Максим Веракса | Плавание                  | 50 м вольным стилем (мужчины, S12)                        | 7 сентября |
| Золото  | Кристина Юрченко | Плавание                  | 100 м брассом (женщины, SB9)                              | 8 сентября |
| Золото  | Алексей Федина | Плавание                  | 100 м брассом (мужчины, SB13)                             | 8 сентября |
| Серебро | Екатерина Истомина | Плавание                  | 100 м баттерфляем (женщины, S8)                           | 30 августа |
| Серебро | Евгений Богодайко | Плавание                  | 100 м на спине (мужчины, S7)                              | 30 августа |
| Серебро | Инна Стрижак | Лёгкая атлетика           | прыжки в длину (женщины, F37/38)                          | 31 августа |
| Серебро | Евгений Богодайко | Плавание                  | 50 м баттерфляем (мужчины, S7)                            | 31 августа |
| Серебро | Оксана Хруль | Плавание                  | 100 м брассом (женщины, SB7)                              | 1 сентября |
| Серебро | Дмитрий Виноградец | Плавание                  | 150 м комплексом (мужчины, SM3)                           | 2 сентября |
| Серебро | Василий Лещинский | Лёгкая атлетика           | метание диска (мужчины, F11)                              | 2 сентября |
| Серебро | Алексей Пашков | Лёгкая атлетика           | метание диска (мужчины, F35/36)                           | 3 сентября |
| Серебро | Антонина Ходзинская | Настольный теннис         | одиночный разряд (женщины, класс 6)                       | 3 сентября |
| Серебро | Ольга Свидерская | Плавание                  | 100 м вольным стилем (женщины, S3)                        | 3 сентября |
| Серебро | Яна Бережная | Плавание                  | 100 м брассом (женщины, SB11)                             | 3 сентября |
| Серебро | Даниил Чуфаров | Плавание                  | 400 м вольным стилем (мужчины, S13)                       | 4 сентября |
| Серебро | Антон Дацко | Паралимпийское фехтование | индивидуальная рапира (мужчины, категория B)              | 4 сентября |
| Серебро | Оксана Ботурчук | Лёгкая атлетика           | 400 м (женщины, T12)                                      | 4 сентября |
| Серебро | Анастасия Мисник | Лёгкая атлетика           | толкание ядра (женщины, F20)                              | 5 сентября |
| Серебро | Анна Елизаветская | Плавание                  | 50 м брассом (женщины, S2)                                | 5 сентября |
| Серебро | Андрей Калина | Плавание                  | 200 м комплексом (мужчины, SM9)                           | 6 сентября |
| Серебро | Ольга Свидерская | Плавание                  | 50 м вольным стилем (женщины, S3)                         | 7 сентября |
| Серебро | Виктория Кравченко | Лёгкая атлетика           | 400 м (женщины, T37)                                      | 8 сентября |
| Серебро | Наталья Прологаева | Плавание                  | 100 м вольным стилем (женщины, S5)                        | 8 сентября |
| Серебро | Виктор Смирнов | Плавание                  | 200 м комплексом (мужчины, SM11)                          | 8 сентября |
| Серебро | Дмитрий Виноградец | Плавание                  | 50 м на спине (мужчины, S3)                               | 8 сентября |
| Серебро | Сборная Украины по футболу 7x7 Владимир Антонюк Алексей Гетун Александр Девлиш Иван Доценко Тарас Дутко Евгений Зиновьев Игорь Косенко Дмитрий Молодцов Денис Пономарёв Константин Симашко Виталий Трушев Андрей Цуканов Анатолий Шевчик Иван Шкварло | Футбол (по 7 человек)     | футбол (по 7 человек) на летних Паралимпийских играх 2012 | 9 сентября |
| Бронза  | Юлия Галинская | Дзюдо                     | до 48 кг (женщины)                                        | 30 августа |
| Бронза  | Наталья Николайчик | Дзюдо                     | до 52 кг (женщины)                                        | 30 августа |
| Бронза  | Сергей Клипперт | Плавание                  | 400 м вольным стилем (мужчины, S12)                       | 30 августа |
| Бронза  | Дмитрий Виноградец | Плавание                  | 50 м брассом (мужчины, SB2)                               | 30 августа |
| Бронза  | Лидия Соловьёва | Пауэрлифтинг              | до 44 кг (женщины)                                        | 31 августа |
| Бронза  | Алексей Федина | Плавание                  | 50 м вольным стилем (мужчины, S13)                        | 1 сентября |
| Бронза  | Инна Стрижак | Лёгкая атлетика           | 100 м (женщины, Т38)                                      | 1 сентября |
| Бронза  | Андрей Стельмах Екатерина Морозова Елена Пухаева Денис Соболь Владимир Козлов (рулевой) | Академическая гребля      | распашные четвёрки с рулевым (смешанно, LTAMix4+)         | 2 сентября |
| Бронза  | Михаил Попов | Настольный теннис         | одиночный разряд (мужчины, класс 7)                       | 2 сентября |
| Бронза  | Виктор Смирнов | Плавание                  | 100 м на спине (мужчины, S11)                             | 2 сентября |
| Бронза  | Роман Павлик | Лёгкая атлетика           | 100 м (мужчины, T36)                                      | 2 сентября |
| Бронза  | Оксана Ботурчук | Лёгкая атлетика           | 100 м (женщины, T12)                                      | 2 сентября |
| Бронза  | Юлия Клименко | Настольный теннис         | одиночный разряд (женщины, класс 6)                       | 3 сентября |
| Бронза  | Виктория Сафонова | Настольный теннис         | одиночный разряд (женщины, класс 7)                       | 3 сентября |
| Бронза  | Александр Мащенко | Плавание                  | 100 м брассом (мужчины, SB11)                             | 3 сентября |
| Бронза  | Роман Павлик | Лёгкая атлетика           | 400 м (мужчины, T36)                                      | 4 сентября |
| Бронза  | Ани Палян | Плавание                  | 50 м вольным стилем (женщины, S7)                         | 4 сентября |
| Бронза  | Сергей Клипперт | Плавание                  | 100 м на спине (мужчины, S12)                             | 5 сентября |
| Бронза  | Светлана Куделя | Лёгкая атлетика           | толкание ядра (женщины, F20)                              | 5 сентября |
| Бронза  | Ирина Соцкая | Плавание                  | 50 м брассом (женщины, S2)                                | 5 сентября |
| Бронза  | Руслан Катышев | Лёгкая атлетика           | тройной прыжок (мужчины, F11)                             | 6 сентября |
| Бронза  | Александр Головко | Плавание                  | 50 м на спине (мужчины, S1)                               | 6 сентября |
| Бронза  | Инна Стрижак | Лёгкая атлетика           | 200 м (женщины, T38)                                      | 6 сентября |
| Бронза  | Даниил Чуфаров | Плавание                  | 200 м комплексом (мужчины, SM13)                          | 6 сентября |
| Бронза  | Женская сборная Украины по сидячему волейболу Валентина Брик Лариса Клочкова Галина Кузнецова Елена Мананкова Инна Осетинская Лариса Пономаренко Маргарита Привалихина (к) Лариса Синчук Анжелика Чуркина Ольга Шатило Илона Юдина                    | Волейбол сидя             | женщины                                                   | 7 сентября |
| Бронза  | Максим Веракса | Плавание                  | 100 м брассом (мужчины, SB12)                             | 8 сентября |
| Бронза  | Ярина Матло | Плавание                  | 100 м брассом (женщины, SB12)                             | 8 сентября |
| Бронза  | Александр Мащенко | Плавание                  | 200 м комплексом (мужчины, SM11)                          | 8 сентября |

| Медали по видам спорта | Медали по видам спорта | Медали по видам спорта | Медали по видам спорта | Медали по видам спорта |
| ---------------------- | ---------------------- | ---------------------- | ---------------------- | ---------------------- |
| Спорт                  | 1                      | 2                      | 3                      | Всего                  |
| Атлетика               | 8                      | 7                      | 7                      | 22                     |
| Велоспорт              | 2                      | 0                      | 0                      | 2                      |
| Волейбол               | 0                      | 0                      | 1                      | 1                      |
| Гребля                 | 1                      | 0                      | 1                      | 2                      |
| Дзюдо                  | 3                      | 0                      | 2                      | 5                      |
| Пауэрлифтинг           | 0                      | 0                      | 1                      | 1                      |
| Плавание               | 17                     | 14                     | 13                     | 44                     |
| Стрельба               | 1                      | 0                      | 0                      | 1                      |
| Теннис                 | 0                      | 1                      | 3                      | 4                      |
| Фехтование             | 0                      | 1                      | 0                      | 1                      |
| Футбол                 | 0                      | 1                      | 0                      | 1                      |
| Всего                  | 32                     | 24                     | 28                     | 84                     |

| Медали по дням | Медали по дням | Медали по дням | Медали по дням | Медали по дням | Медали по дням | Медали по дням |
| -------------- | -------------- | -------------- | -------------- | -------------- | -------------- | -------------- |
| День           | Дата           |                |                |                | Всего          |                |
| День 1         | 30-е           | 2              | 2              | 4              | 8              |                |
| День 2         | 31-е           | 4              | 3              | 1              | 8              |                |
| День 3         | 1-е            | 3              | 1              | 2              | 6              |                |
| День 4         | 2-е            | 4              | 2              | 5              | 11             |                |
| День 5         | 3-е            | 2              | 4              | 3              | 9              |                |
| День 6         | 4-е            | 3              | 3              | 2              | 8              |                |
| День 7         | 5-е            | 4              | 2              | 3              | 9              |                |
| День 8         | 6-е            | 5              | 1              | 3              | 9              |                |
| День 9         | 7-е            | 3              | 1              | 2              | 6              |                |
| День 10        | 8-е            | 2              | 4              | 3              | 9              |                |
| День 11        | 9-е            | 0              | 1              | 0              | 1              |                |